# Озёрное сельское поселение (Бурятия)
Се́льское поселе́ние «Озёрное» (бур. Нуурын hомон) — муниципальное образование в Еравнинском районе Бурятии Российской Федерации.
Административный центр — посёлок Озёрный.

## История
Статус и границы сельского поселения установлены Законом Республики Бурятия от 31 декабря 2004 года № 985-III «Об установлении границ, образовании и наделении статусом муниципальных образований в Республике Бурятия»

## Население
| 2002 | 2011 | 2012 | 2013 | 2014  | 2015  | 2016  |
| ---- | ---- | ---- | ---- | ----- | ----- | ----- |
| 522  | ↗584 | ↘536 | ↘527 | ↘522  | →522  | ↘506  |
| 2017 | 2018 | 2019 | 2020 | 2021  | 2023  | 2024  |
| ↘499 | ↘488 | ↘482 | ↘469 | ↗1507 | ↗1875 | ↘1731 |

## Состав сельского поселения
| № | Населённый пункт | Тип населённого пункта          | Население |
| - | ---------------- | ------------------------------- | --------- |
| 1 | Озёрный          | посёлок, административный центр | ↗427      |
| 2 | Хорга            | посёлок                         | ↘127      |